# Sauris viridata
Sauris viridata là một loài bướm đêm trong họ Geometridae.